# 프레드 머스터드 스튜어트
프레드 머스터드 스튜어트(Fred Mustard Stewart, 1932년 9월 17일 미국 인디애나주 앤더슨 ~ 2007년 2월 7일 미국 뉴욕)은 미국의 소설가이다.

## 학력
1954년 프린스턴대를 졸업하였다.